# Тенеси Уилямс
Томас Ланиър Уилямс III (на английски: Thomas Lanier Williams III), Томас Ланиер Уилямс ІІІ (26 март 1911 – 25 февруари 1983), известен с псевдонима Тенеси Уилямс, е американски писател, драматург. Писал е разкази, романи, поезия, есета, сценарии и мемоари. Професионалната му кариера започва към средата на 30-те години на ХХ век и продължава до смъртта му. Много от пиесите му се приемат за класика на американската сцена.
Награждаван е от New York Drama Critics` Circle. Носител е на наградата „Тони“ за най-добра пиеса – за The Rose Tattoo и на наградата „Пулицър“ за драма за „Трамвай Желание“ и „Котка върху горещ ламаринен покрив“. През 1980 г. е награден с Президентския медал на свободата от президента Джими Картър и с това е признат като един от най-успешните сценаристи на англоезичния театър.

## Биография

### Произход и детство
Тенеси Уилямс има английски, уелски и хугенотски произход. Роден е в Кълъмбъс, Мисисипи, като второ дете на Едуина Дейкин и Корнелиъс Кофин Уилямс. Баща му е пътуващ търговец на обувки, алкохолик, който отсъства често от къщи. Майката е била прототип на южняшка красавица (млада жена от гордите прослойки на стария запад). Поведението ѝ било снобарско, невротично и истерично. Ранното му детство е преминало в дом на енорийски свещеник в Кларкдейл.
Имал е по-голяма сестра, Роуз, с която е бил най-близък, и по-малък брат, Дакин (Dakin). Единствените приятели на Уилямс като дете са били сестра му и чернокожата им бавачка, Ози. Алийн Хейл казва, че със сестра му са били буквално неразделни. Също така Хейл смята, че израстването в среда като тази, е причина за изразяването на съпричастност на драматурга към женските персонажи, които създава.
Срамежлива, нежна и склонна към емоционални сривове до психичното си разболяване, Роуз е олицетворение за много от героите в творчеството му.
Като дете Уилямс заболява от дифтерия (или rheumatic fever), която едва не го убила, но го е оставила слаб и практически го затворила в дома му за година. В резултат на това той останал по-слаб, отколкото баща му искал. Баща му презирал женствеността на сина си, за това майка му фокусирала вниманието си почти изцяло на Уилямс. Смята се, че драматургът е намерил вдъхновение за много от творбите си в семейството си.

### Образование
На 16 години получава първото признание за свое есе (трета награда – 5 $ „Can a Good Wife Be a Good Sport“ в Smart Set). По-късно започва да публикува поезия, есета, разкази и пиеси в писателски конкурси с надеждата за получи допълнителен доход. Първата пиеса била „Beauty is the Word“, последвана от „Горещо мляко в три сутринта“. Като признание за Beauty, пиеса за бунтуването срещу религиозното възпитание, той става първият първокурсник, който получава почетно упоменаване в конкурс.
В университета Уилямс членува в братство, но не успява да се впише. Хейл казва, че другите го намирали за срамежлив и асоциален самотник, който прекарва повечето от времето си пред пишещата машина. Първата година се проваля във военната подготовка, баща му го отписва от училището и го урежда на работа във фабриката на международна компания за обувки.
Неприязънта му към рутинната работа от 9 до 5 го амбицира да пише повече и от преди. Той си поставя за цел да пише по една история на седмица, като работи събота и неделя, през нощта. Майка му си спомня:
„Том отиваше в стаята си с черно кафе и цигари и аз чувах тракането на пишещата машина в тихата къща. Някои сутрини, когато отивах да го събудя, го намирах прострян на леглото с дрехите, твърде уморен, за да ги свали.“
Пренатоварен, нещастен и загубил успех с писането, до 24-та си годишнина преживява нервен срив и напуска работата си. Спомените от този период и конкретен колега стават част от персонажа Стенли Ковалски в „Трамвай Желание“. До средата на 30-те години задълбочаващият се алкохолизъм и агресивен характер на баща му (част от ухото му била отхапана в бой по повод игра на покер) подтикват майка му към раздялата, въпреки че все пак така и не се развеждат.
През 1936 г. Уилямс е приет в Washington University, където пише пиесата Me Vashya – 1937. През 1938 г. завършва бакълавърската си степен в университета в Айова, където пише Spring Storm. Участва и в съвместна пиеса в лятна театрална трупа Кайро, Шанхай, Бомбай в Мемфис, Тенеси. Уилямс пише. „Смехът... ме омагьоса. Тогава и там с театърът се намерихме за добро или за лошо.“ Около 1939 г. той приема псевдонима. Дали е заради, както казва той, желанието да се покатери по родословното дърво, или момчетата от братството са го прекръстили заради грубия му южняшки диалект, никой не знае.

## Кариера
Към края на 30-те години, борейки се да реализира работата си, младият драматург се издържал чрез поредица от слугински професии (включително и особено провална работа, полагайки грижи в птицеферма извън Лос Анджелис). През 1939 г., с помощта на агента си, Одри Ууд, е награден с 1000 $ от Фондацията Рокфелер за пиесата му „Война на Ангели“, която е представена в Бостън пред 1940, но е зле приета.
Използвайки остатъка от парите, през 1939 г. Уилямс се мести в Ню Орлиънс, за да пише за Works Progress Administration, федерално финансирана програма, започната от президента Франклин Д. Рузвелт. Програмата е създадена, за да върне хората обратно на работа и помага на много актьори, музиканти и писатели да оцелеят по време на Голямата депресия.
Наградата от Рокфелер привлича вниманието към него и Уилямс получава шестмесечен договор от „Metro Goldwyn Mayer“ и изкарва по 250 $ седмично.
През зимата на 1944 – 1945 г. „Стъклената менажерия“ е успешно поставена в Чикаго, жънейки положителни рецензии. Местят я в Ню Йорк, където веднага става огромен хит, докато се поставя на Бродуей. Историята е за млад мъж, Том, сакатата му сестра Лора и обсебващата им майка Аманда, която се опитва да събере дъщеря си с госта им. Невъзможно е да се пропусне връзката между семейството на драматурга и пиесата. Елия Казан (който режисира много от големите успехи на Уилямс) казва за него: „Всичко от живота му е в пиесите му и всичко от пиесите му е в живота му.“. „Стъклената менажерия“ печели New York Drama Critics` Circle Award за най-добра пиеса за сезона.
Огромният успех на следващата му пиеса „Трамвай Желание“ през 1947 г. осигурява репутацията му на велик драматург. Въпреки че е вече известен и забогатява, той е все така напрегнат и несигурен в хватката на страховете, че може да не успее да удвои успеха си. В края на 40-те и началото на 50-те години на ХХ век Уилямс започва да пътува с партньора си Франк Мерло и често прекарва летата в Европа. За да стимулира писането си, той се мести често в различни градове, включително Ню Йорк, Ню Орлиънс, Кий Уест, Рим, Барселона и Лондон.
Между 1948 и 1959 г. седем от пиесите му са поставени на Бродуей: „Лято и дим“ (1948), „Татуираната роза“ (1951), Camino Real (1953), „Котка върху горещ ламаринен покрив“ (1955), Orpheus Descending (1957), Garden District (1958), and Sweet Bird of Youth (1959). До 1959 той печели 2 награди Пулицър, 3 награди на New York Drama Critics' Circle, 3 – Donaldson и Tony. Пиесите му се поставят в Ню Йорк от Хърбът Махиц.
Работата му достига до световните сцени в началото на 50-те, когато са екранизирани „Стъклената менажерия“ и „Трамвай желание“. По-късно и други от пиесите му виждат екран: „Котка върху горещ ламаринен покрив“, „Татуираната роза“, Orpheus Descending, „Нощта на игуаната“ и Summer and Smoke.
След необикновения успех през 40-те и 50-те, 60-те и 70-те години му носят личен смут и театрални провали. Въпреки че продължава да пише всеки ден, качеството на работата му е ощетено от увеличаващо се количество алкохол и наркотични вещества, както и слаб избор на сътрудничество. Погълнат от депресията, заради смъртта на партньора му Мерло, успехът на Уилямс спада. Kingdom of Earth (1967), In the Bar of a Tokyo Hotel (1969), Small Craft Warnings (1973), The Two Character Play (also called Out Cry, 1973), The Red Devil Battery Sign (1976), Vieux Carré (1978), Clothes for a Summer Hotel (1980) са всички провали на бокс офиса и неизбежните отрицателни рецензии допълнително отчайвали драматурга. Последната му пиеса „A House Meant To Stand“ е поставена в Чикаго пред 1982 и въпреки положителните рецензии бива играна само 40 пъти.
Критиците и публиката не успяват да оценят новия стил на Уилямс и подхода му към театъра, който той развива през 60-те. Те отказват да приемат тази провокираща и различна работа от драматурга. Уилямс казва „Искам да те предупредя, Елиът, критиците ме нападат. Правят сравнения с по-ранната ми работа, но аз пиша по друг начин сега.“ Левериш обяснява, че Уилямс до края е заинтересован от „дълбочината и източниците на човешките чувства и мотивации, различното е, че е преминал в по-дълбока и изкривена сфера, което поставя поета пред драматурга“. Най-вероятно истината е, че до края на живота си Уилямс е жизнен, креативен и експериментиращ както винаги, обаче не издържа на бавните мъчения, на които го подлагат критиците.

## Личен живот
Уилямс остава близък със сестра си Роуз, която е диагностицирана с шизофрения като млада и е поставена на лечение, след което ѝ е направена лоботомия. Той я посещава в лечебниците, където тя прекарва по-голямата част от зрелия си живот и се грижи за нея. Унищожителните ефекти на болестта на Роуз може би допринасят за неговия алколизъм и зависимостта му към различни комбинации от амфетамини и барбитурати.
След няколко ранни опита за хетеросексуални връзки, към края на 30-те, Уилямс приема хомосексуалността си. В Ню Йорк той се присъединява към социален кръг, в който се включва и писателят и близък приятел Доналд Уиндам и тогавашният му партньор Фред Мелтън. През лятото на 1940 г. Уилямс започва връзка с Кип Кийрнан, млад канадски танцьор, с когото е запознава в Провинстаун, Масачузетс. Когато Кийрнан го напуска заради жена и брак, той е съсипан, а смъртта му 4 години по-късно е още един удар за Уилямс.
През 1945 г. при пътуване до Таос, Ню Мексико, Уилямс се запознава с Панчо Родригес и Гонзалес, служител в хотел с мексикански произход. Родригес е любящ и верен, но склонен към ревност и злоупотреба с алкохол, така че връзката им е бурна. Въпреки това през февруари 1946 Родригес напуска Ню Мексико, за да се нанесе при Уилямс в Ню Орлиънс. Те живеят и пътуват заедно до края на 1947, когато Уилямс прекратява връзката им. Родригес и Уилямс остават приятели и поддържат контакт до 70-те години.
Уилямс прекарва пролетта и лятото на 1948 г. в Рим, в компанията на италиански тийнейджър, на когото осигурява финансова подкрепа в продължение на няколко години (ситуация, която поставя семето за първия роман на Уилямс „The Roman Spring of Mrs. Stone“). Когато се връща в Ню Йорк същата пролет той се запознава и влюбва във Франк Филип Мерло, актьор със сицилиански произход, който е служил на американската военноморска флота във Втората световна война.
Тази единствена трайна романтична връзка в живота на Уилямс продължава 14 години, докато изневерите и злоупотребите с наркотици и от двете страни я прекратяват. Мерло, който става личен секретар на Уилямс, осигурява период на щастие и стабилност, както и баланс на пристъпите на депресия на драматурга и страха му, че ще полудее, както сестра си. Годините им заедно са най-щастливите и производителни за Уилямс. Скоро след раздялата им Мерло е диагностициран с нелечим рак на белия дроб и Уилямс се грижи за него до смъртта му на 21 септември 1963.
Страховете му се оправдават в годините след смъртта на Мерло, когато Уилямс изпада в период на почти катанонична (кататония е форма на шизофренията с психичен и моторен дисбаланс) депресия и увеличаване на употребата на наркотици, което завършва с приемане в няколко лечебници и санаториуми. Подложен е на инжекции от д-р Макс Джейкъбсън – по-известен като д-р Фийлгуд, който използва увеличени дози амфетамини за преодоляване на депресията и комбинира тези рецепти с успокоителното Секонал, за да го освободи от инсомнията. Уилямс се появява на няколко пъти в интервюта в състояние, в което почти не може да говори. Репутацията му на драматург и публична личност е пострадала. Така и не успява наистина да се върне към първоначалния си успех или напълно да превъзмогне зависимостта си към наркотиците.

## Смърт
На 25 февруари 1983 г. Уилямс е намерен мъртъв в стаята си в хотел Елисей в Ню Йорк на 71-годишна възраст. Медицинските изследвания сочат, че се е задушил с капачка от шише с капки за очи, което е използвал. По-късно се разбира, че е използвал наркотици и алкохол и това може да е допринесло за смъртта му, поради потискане на рефлексите му. Обикновено когато си слагал капки, държал капачката между зъбите си. В стаята му са намерени наркотици, включително и барбитурати.
Въпреки нежеланието му, по настояване на брат му, Уилямс е погребан в гробището Калвари, Сейнт Луис, Мисури. Уилямс дълго преди това е казвал на приятелите си, че иска да бъде заровен в морето, на същото място като Харт Крейн, поет, когото той възприема като едно от най-силните си влияния.
Уилямс оставя писателските си права на Южния университет в Савана, Тенеси, в чест на дядо си, Уолтър Дакин, възпитаник на университета. Фондът подкрепя поетическа програма. Когато сестра му Роуз умира през 1996 г., след много години в санаториум, тя също завещава 7 милиона $ от нейната част от имота на Уилямс на университета.

## За него
- Lahr, John. Tennessee Williams: Mad Pilgrimage of the Flesh. W. W. Norton & Co. New York. Print. 2014.
- Leverich, Lyle. Tom: The Unknown Tennessee Williams. W. W. Norton & Company. Reprint. 1997.
- Saddik, Annette. The Politics of Reputation: The Critical Reception of Tennessee Williams' Later Plays. Associated University Presses. London. 1999.
- Spoto, Donald. The Kindness of Strangers: The Life of Tennessee Williams. Da Capo Press. Reprint. 1997.
- Williams, Dakin. His Brother's Keeper: The Life and Murder of Tennessee Williams. Dakin's Corner Press. First Edition. Print. 1983.